# Oncoba flagelliflora
Oncoba flagelliflora là một loài thực vật có hoa trong họ Liễu. Loài này được (Mildbr.) S. Hul mô tả khoa học đầu tiên năm 1995.